# Wereldkampioenschappen schoonspringen 2022 – driemeterplank synchroon vrouwen
Het synchroonspringen vanaf de driemeterplank voor vrouwen tijdens de wereldkampioenschappen schoonspringen 2022 vond plaats op 3 juli 2022 in de Donau-arena in Boedapest.

## Uitslag
De eerste twaalf koppels, hier aangegeven met groen, gingen door naar de finale.
| Rang   | Land                | Namen                               | Voorronde | Voorronde | Finale        | Finale        |
| Rang   | Land                | Namen                               | Punten    | Rang      | Punten        | Rang          |
| ------ | ------------------- | ----------------------------------- | --------- | --------- | ------------- | ------------- |
| Goud   | China               | Chang Yani Chen Yiwen               | 317,73    | 1         | 343,14        | 1             |
| Zilver | Japan               | Rin Kaneto Sayaka Mikami            | 275,10    | 5         | 303,00        | 2             |
| Brons  | Australië           | Maddison Keeney Anabelle Smith      | 287,04    | 2         | 294,12        | 3             |
| 4      | Duitsland           | Lena Hentschel Tina Punzel          | 282,87    | 3         | 282,99        | 4             |
| 5      | Canada              | Margo Erlam Mia Vallée              | 282,60    | 4         | 282,90        | 5             |
| 6      | Maleisië            | Ng Yan Yee Nur Dhabitah Sabri       | 272,97    | 6         | 282,45        | 6             |
| 7      | Verenigde Staten    | Brooke Schultz Kristen Hayden       | 257,40    | 7         | 273,90        | 7             |
| 8      | Mexico              | Arantxa Chávez Abril Navarro        | 237,96    | 11        | 266,16        | 8             |
| 9      | Verenigd Koninkrijk | Desharne Bent-Ashmeil Amy Rollinson | 247,80    | 10        | 248,40        | 9             |
| 10     | Brazilië            | Luana Lira Anna Lucia Rodrigues     | 248,40    | 9         | 245,94        | 10            |
| 11     | Colombia            | Diana Pineda Daniela Zapata         | 249,84    | 8         | 229,80        | 11            |
| 12     | Frankrijk           | Jade Gillet Nais Gillet             | 198,30    | 12        | 228,45        | 12            |
| 13     | Zuid-Afrika         | Grace Brammer Kerry-Leigh Morrison  | 190,20    | 13        | Uitgeschakeld | Uitgeschakeld |